# Lora Webster
Pour les articles homonymes, voir Webster.
Lora Jessica Webster, née le 26 août 1986 à Phoenix, est une joueuse américaine de volley-ball assis. Elle est triple championne paralympique, étant montée sur tous les podiums paralympiques depuis les Jeux d'Athènes en 2004.

## Biographie
Lora Webster est née à Phoenix (Arizona). Un ostéosarcome (cancer de l'os) lui est diagnostiqué au tibia gauche à l'âge de 11 ans. Elle subit une rotoplastie pour retirer l'os cancéreux, y compris le genou. Durant cette intervention, la partie inférieure de sa jambe est tournée à 180° et attachée au reste du fémur pour lui permettre de bouger. Elle est équipée d'une prothèse en 1998.
Elle pratique l'athlétisme et la plongée au lycée,. Elle commence le volley-ball en 2003, d'abord en version debout avant de se tourner vers la pratique handisport avec le volley-ball assis,,. Elle intègre alors l'équipe des Etats-Unis qui est en train d'être créée.
Elle participe aux Jeux paralympiques d'Athènes en 2004, les premiers Jeux incluant le volley-ball assis féminin. L'équipe des Etats-Unis y remporte la médaille de bronze. Elle remporte deux médailles de bronze aux Jeux paralympiques de 2008 et 2012, les Américaines étant à chaque fois battues par la Chine.
Elle est trois fois médaillée d'or aux Jeux paralympiques : à Rio en 2016 ,, à Tokyo en 2021 puis à Paris en 2024. Elle est enceinte lorsqu'elle participe aux Jeux de Tokyo,. Elle est désignée meilleur bloqueuse des Jeux en 2016 et en 2024.

## Palmarès
- Jeux paralympiques
  -  Médaille d'or à Paris en 2024
  -  Médaille d'or à Tokyo en 2021
  -  Médaille d'or à Rio en 2016
  -  Médaille d'argent à Londres en 2012
  -  Médaille d'argent à Pékin en 2008
  -  Médaille de bronze à Athènes en 2004
- Championnats du monde
  -  Médaille de bronze à Sarajevo en 2022
  -  Médaille d'argent à Arnhem en 2018
- Championnats panaméricains
  -  Médaille d'or à Denver en 2010
- Jeux parapanaméricains
  -  Médaille d'or à Lima en 2019
  -  Médaille d'or à Mar del Plata en 2003